# 国際キャッシュカード
国際キャッシュカード（こくさいキャッシュカード、英: International Cash Card/ATM Card、海外キャッシュカードとも）とは預金が現地通貨で引き出せるサービスである。
国際的なATM網（VISA Internationalが運営する「PLUS」やMasterCard Worldwideが運営する「Cirrus」等）と提携した海外のATMやCDで利用できる。

## 概要
アメリカやヨーロッパでは1980年代より一部の銀行のキャッシュカード（ATMカード）は居住国以外でも預金が引き出せるように、国際ATMネットワークである「PLUS」か「Cirrus」の機能が標準で備わっていた。
日本では1980年代に、クレジットカード（ハウスカード）に、VISAやMasterCardの国際ブランドと磁気ストライプの付いた、いわゆる「国際カード」の発行がはじまり、一枚のカードで日本国内・海外ともショッピングの利用ができるようになった。それまで日本国内での利用に限られていたキャッシュディスペンサー (CD) によるキャッシングサービスが日本国外でも「PLUS」「Cirrus」提携によって利用できるようになった。
しかしながら、クレジットカードの海外キャッシングを利用した場合は返済日まで所定の利息がかかり、また海外渡航者が必ずしもクレジットカードを所持しているわけでもなく万能ではないため、渡航先の現地ですぐに自分の預金が引き出せるキャッシュカードの需要はあったものと捉えられていた。
日本では銀行がクレジットカードの類を発行できないように銀行法で規制されていた時期で、さらに「PLUS」「Cirrus」の提携条件の一つとして「海外から24時間オンラインでキャッシュカードの利用が可能であること」としていたが、現在のようにコンビニATMや24時間稼働の銀行ATMがなく、銀行のシステムが終日稼働していた時代ではなかったため、日本ではシティバンク在日支店（現在のシティバンク銀行）発行のキャッシュカードが唯一の国際キャッシュカードである時期が続いた（国際ブランドのついたクレジットカードはカード発行会社のシステムを24時間稼働することが国際ブランド側の発行条件としているため、かねてより終日利用が可能であった)。
1996年12月に当時の富士銀行が邦銀で初めて Cirrus提携の「インターナショナルキャッシュカード」の発行予定を発表し、次いで翌1997年に住友銀行が PLUS提携の「国際キャッシュカードサービス」を発表した。
これは銀行のオンラインシステムを24時間稼働することと、銀行が国際ブランドからライセンス供与したカードを直接発行することから、24時間稼働のATMの出現や銀行によるクレジットカードの発行が解禁となる布石となった。
実際には1997年11月4日に住友銀行がサービスを開始し、先に発表した富士銀行は11月17日からサービス開始となった。
その後、当時のあさひ銀行・大和銀行を除く各都市銀行で相次いで「預金が海外でも直接引き出せる」タイプの国際キャッシュカードの発行を開始して現在に至っている。
2016年以降は(申込時期や手続きの関係上、2015年12月頃から要請される場合もある)、日本国外で引出利用することを前提したカードの新規発行に際して、デビットカードやプリペイドカードその他に関わらず、個人番号の提出が前提となっている。

## クレジットカード付帯の国際キャッシュカード機能
国際ブランド（VISAやマスターカード）が付帯したクレジットカードでは、海外のCD/ATMでキャッシングによって現地通貨を引き出すことができる。しかし、これはあくまでキャッシング（融資）であるので、支払い期日までの利払いが発生してしまう。VISAカードはPLUS、MasterCardとJCBカードはCirrusのネットワークで現地通貨が引き出せる。
これとは別に、海外で現地通貨の引き出しを行った場合に、引落し指定の預金口座から比較的短時間（当日あるいは数営業日後まで）で支払いが行われるサービスがあり、これには利息が付かない（手数料は当然かかる）。

### バンクカード「海外預金引き出しサービス」
全国地方銀行協会加盟行で発行するキャッシュカード一体型のクレジットカードの機能で、VISAカードはPLUS、MasterCardとJCBカードはCirrusのネットワークで引落指定の預金口座から直接海外で引き出せる。引出し金額は、当日または翌銀行営業日に口座から引落しされる。ただし、銀行によっては新規発行停止ないしは全廃しているところもあり、利用できない銀行も存在する。

### 地銀・地銀系クレジット会社発行のキャッシュカード一体型クレジットカード
バンクカードを廃止した銀行の中には、銀行本体ないしは系列クレジットカード会社との提携で発行するキャッシュカード一体型クレジットカードで、海外引き出しに対応したものを発行している銀行が出始めている。
- 中国銀行
- 広島銀行
- 福岡銀行
- 佐賀銀行
- 西日本シティ銀行・九州カード→後に、海外引き出しサービスを中止し、ATM利用時は海外キャッシングのみとしている。

ただし、従来から存在する地方銀行キャッシュカード一体型クレジットカード（クレジット部分が系列会社のもの）は対応していない。

### ゆうちょ銀行「特定保留」
ゆうちょ銀行の通常貯金に「特定保留」枠を設定することで、その金額内で海外のCD/ATMから現地通貨の引き出し、海外でのショッピングができる。「JMB・ゆうちょワールドキャッシュ」を除き、2007年10月31日をもって、サービスを停止した。
「特定保留」した金額は通常貯金の残高から外れるため、自動払い込みや通常払戻時の残高不足に注意することが必要である。また、保留額は通常貯金の利子の付加対象外であり、《セゾン》郵貯グローバルサービスを利用した場合は、クレジット機能での海外キャッシングサービスの利用が出来ない。
郵貯カード《セゾン》VISA・郵貯ゴールドカード《セゾン》VISA（郵貯ジョイントカード）
一般のセゾンカードの機能に、先の「JMB・ゆうちょワールドキャッシュ」と同じく貯金窓口で「保留」手続をすると、「《セゾン》郵貯グローバルサービス」として、海外で保留額の範囲内で現金の引き出しが出来るものである。しかし、2007年10月31日で、海外キャッシュカードとしての利用が出来なくなり、保留も解除しなければならなくなった。

## 決済専用口座を作成するもの（プリペイド方式）
海外での引き出し決済専用の口座を作成して予め入金しておき、その金額の範囲内での現地通貨の引き出し（場合によってはショッピングも）ができるサービス。
とくにVISAトラベルマネーでは一つの口座でも複数枚のカードを発行できるので、それを社員などに持たせることにより出張費精算業務を簡便化できる。ただし、2010年4月施行の資金決済法の兼ね合いで、サービス変更や新規発行の停止などを余儀なくされているものもある。

### MasterCardキャッシュパスポート・銀聯キャッシュパスポート
MasterCardキャッシュパスポートは、2010年4月1日より、トラベレックスジャパンが提供するカード。カードは米ドル・ユーロ・英ポンド・豪ドル・元・円から選択可能。CirrusのATM網での現地通貨引き出しができる。
銀聯キャッシュパスポートは、2009年3月19日に発行開始した、本国のトラベレックスのグループ会社であるトラベレックスカードサービシズ・リミテッドが発行し、トラベレックス日本法人のトラベレックスジャパンが提供するカード（2010年4月1日以降は、トラベレックスジャパンが発行と提供の両方を手がける）。中国本土および香港にて、銀聯のATM網での現地通貨引き出しないしはデビット決済ができる。

### JTBインターナショナルマネートランスファー
2010年12月1日より開始された、JTBグループが提供するサービスで、CirrusのATM網での現地通貨引き出しができる。海外用キャッシュカードとしての使い方と、日本にいる送金人（家族など）からの仕送り等の受け取り用カードとしての使い方が可能。2014年3月31日に使用停止。

### ANAプリペイドカード
2020年現在、ANAマイレージクラブ会員を対象に、VISAプリペイドおよびJCBプリペイドがラインナップされている。
- 三井住友カード発行
  - ANA VISAプリペイドカード＜オールチャージ型＞
  - ANA VISAプリペイドカード＜チャージ限定型＞
- ジェーシービー発行
  - ANA JCBプリペイドカード＜Google Pay™に対応＞

### JTBグローバルキャッシュ
JTBグループが提供するサービスで、CirrusのATM網での現地通貨引き出しができる。2010年3月をもって新規発行終了。

### Money T Global
ジェイティービーが、2014年4月1日よりプリペイド式の海外ATM引き出しカードの後継として発行開始したが、2018年8月1日より、信販会社であるアプラスの事業となっている。

### シティバンク銀行「ワールドキャッシュ」
シティバンクATMとPLUS、STAR、銀聯での現地通貨引き出しができる。2008年3月をもって、新規発行を終了。

### VISAトラベルマネー
VISAトラベルマネーは、VISA Internationalが提供するペイメントサービスのひとつで、「シティバンク銀行ワールドキャッシュ」と同じように決済専用口座を作成して入金し、その残高の範囲内で海外でPLUS提携ATM・CDから現金が引き出せる。VISA Electron（デビットカード）としての利用もできるようになっている点が特徴であり、現金に換えなくても買い物が可能な所からカード型のトラベラーズチェックと言われる事がある。所持者にはVISAグローバルカスタマーアシスタンスサービスが利用出来る。
日本では1999年に十六銀行が発行を開始したのが最初で、同年に百五銀行、翌2000年に福岡銀行とあさひ銀行も発行を開始している。なお、いずれもシティコープの提携によるもので、米ドル建てでトラベルマネーの入出金が各銀行窓口で出来た。
なお、以上のシティコープ提携によるVISAトラベルマネーは、シティ側の都合により2002年4月にサービスを終了している。

#### 日本におけるVISAトラベルマネーサービス
- キャッシュパスポート - トラベレックスジャパンが発行していたもの。2008年5月1日からは、円建てのカードを提供開始。資金決済法の施行に関係して、2010年3月をもって新規発行を終了した（後継カードは、MasterCard提携で発行開始されている）。
  - （1998年から2001年まで、さくら銀行が発行していたものについては、キャッシュパスポート（さくら銀行）を参照）
  - 2008年8月1日より、日本旅行での発売を開始し、同社オリジナルデザインのカードも追加されている（一部店舗は7月25日より先行受付開始）。発行自体はトラベレックスジャパンが行っている。
- Global money - トラベルバンク（旧・バンカーズパートナー）が提供する「Visaトラベルプリペイドカード」。2010年9月より、発行者（イシュア（ドイツ語版））がジェイティービーへ移行している。
  - Visa機能付旅っちょ - 上述のGlobal moneyと西鉄旅行の旅行積立サービス「旅っちょ」の会員証が一体になった提携カード 。
  - リコーグローバルマネーカード - リコーグループ社員向けおよび同グループの取引先向けに、海外出張時の利用の便宜を図るために発行するカード。法人会員カードと個人会員カードとがある。

## オンラインデビットカード
マスターカードとビザが発行するデビットカードの中には、キャッシュディスペンサーで現地通貨の引き出しができるものがある。これは「オンラインデビットカード」と言い、MasterCardが「Maestro」、VISAが「VISA Electron」のサービスを行っている。また、ジェーシービーでも、「JCB DEBIT」としてサービスを提供しており、海外では、Cirrusのネットワークで、ATM引き出しも可能となっている。
日本のJ-debitサービスとはシステムの構造・通信上の互換性は全くなく、日本国内では日立カードサービスとJTB旅連事業がMaestroのアクワイアラー（取扱会社）となって商用運用しているのみであり、日本でのVISA Electronのアクワイアラーは存在していない。

### Maestro

Maestroのロゴ

Maestro（マエストロ）は、マスターカードによるオンラインデビットカードサービスである。ショッピングでは海外のMaestro加盟店でカードを決済端末に通して、サインを署名する代わりにPINを入力し、オンラインで即時に預金口座から利用金額を換算した金額相当を引き落とすと取引が完了するものである。現金の引き出しは、CirrusネットワークのATMでPINの入力で預金口座からの引き出しができる。
日本では1998年にさくら銀行が発行した「キャッシュパスポート」に初めて搭載された。
1999年にJ-debitサービスが開始されてからは、日本国内でもデビットカードとして利用出来るようになった。

#### 日本におけるMaestroサービス
2008年10月時点で、申し込みできるサービスはない。2009年1月以降は、日本国内で発行されるものについては利用できるサービスは一切なくなる。

##### かつて提供されていた日本におけるMaestroサービス
- 「キャッシュパスポート」（さくら銀行）- 新規発行を停止している
- 日立キャピタル（現・三菱HCキャピタル株式会社。日立カードサービスと合併） - 2002年6月1日に日本初のMaestroのアクワイアラーになった[2]。
- 「TOKYO STAR DEBIT」（東京スター銀行） - 2008年で利用停止。

### VISA DEBIT
VISA DEBIT（ビザ デビット）は、VISAによるオンラインデビットカードサービスである。
ショッピングでは、VISA DEBIT加盟店でカードを決済端末に通して、サインを署名する代わりにPINを入力し、オンラインで即時に預金口座から利用金額を換算した金額相当を引き落とすと取引が完了するものである。現金の引き出しは、PLUSネットワークのATMでPINの入力で預金口座からの引き出しができる。
日本ではスルガ銀行からVISA DEBIT機能を装備したキャッシュカード一体型VISAデビットカードが登場しており、2007年からイーバンク銀行（現・楽天銀行）もイーバンクマネーカード（後の、楽天デビットカード。現・楽天VISAデビットカード）の名称で発行している。
従来から郵貯共用カードの郵貯チェックカード《セゾン》（クレディセゾン発行）で「《セゾン》郵貯グローバルサービス」によってVISA Electronや国際キャッシュカードとしての利用が可能であったが、2007年いっぱいで廃止された（後項参照のこと）。

#### 日本におけるVISA DEBITサービス
PayPay銀行、ソニー銀行、住信SBIネット銀行などは、VISAデビット発行に際して、一般のキャッシュカードの発行を停止している。
- SURUGA VISAデビットカード （スルガ銀行） - スルガ銀行のキャッシュカードとVISAデビットカードの一体型カード
  - ワールドキャビット（エイチ・アイ・エス、スルガ銀行マイ支店（現在は、Dバンク支店）に普通預金口座開設） - 2007年3月20日に発行開始[3]
  - KNTトラベルキャッシュ（近畿日本ツーリスト、スルガ銀行マイ支店（現在は、Dバンク支店）に普通預金口座開設） - 2007年6月15日に発行開始[4]
- 楽天VISAデビットカード（楽天銀行） - 楽天銀行のキャッシュカードとVISAデビットカードの一体型カード
- りそな銀行Visaデビットカード（りそな銀行） - りそな銀行の生体認証付ICキャッシュカードとVISAデビットカードとJALマイレージバンクの一体型カード（JALマイレージバンク機能が無いものもある）
  - なお、埼玉りそな銀行と近畿大阪銀行も後に発行開始しているが、JMB非提携型のみとなっている。
- PayPay銀行Visaデビット（PayPay銀行） - PayPay銀行のキャッシュカードとVISAデビットカードの一体型カード
- PayPay銀行カードレスVisaデビット（PayPay銀行） - プラスチックカードを発行せず、カード番号のみを発行
- あおぞらキャッシュカード・プラス（あおぞら銀行） - あおぞら銀行のキャッシュカードとVISAデビットカードの一体型カード。なお、キャッシュカードとしては、ICに対応していない。また、インターネット支店を含む新規口座開設時、メールオーダーの場合は、未成年者など、一部のケースを除き、このカードが発行され、一般のキャッシュカードは発行できない(店舗では可能)。
- 三菱UFJ-VISAデビット（三菱UFJ銀行） - VISAデビットカード単体型
- イオンデビットカード（イオン銀行） - VISAデビットカード単体型
- Sony Bank WALLET（ソニー銀行） - ソニー銀行のキャッシュカードとVisaデビットカード（IC対応）の一体型カード - 2016年1月4日にサービス開始[5]

### JCB DEBIT
JCB DEBIT（ジェーシービー デビット）は、ジェーシービーによるオンラインデビットカードサービスである。
ショッピングでは、JCB DEBIT加盟店でカードを決済端末に通して、サインを署名する代わりにPINを入力し、オンラインで即時に預金口座から利用金額を換算した金額相当を引き落とすと取引が完了するものである。現金の引き出しは、Cirrusネットワーク（カードにマークのある場合に限る）またはJCBネットワークのATMでPINの入力で預金口座からの引き出しができる。

#### 日本におけるJCB DEBITサービス
日本では、セブン銀行やイオン銀行が、グループの電子マネー機能も付加したキャッシュカード一体型のJCBデビットカードを発行している他、みずほ銀行や各地の地方銀行等でも発行が順次進められている。
福岡銀行では、nimocaが内蔵されているタイプがあるなど、中には、SF機能の機能を搭載したものもある。

### MasterCard デビット
MasterCard DEBIT（マスターカード デビット）は、MasterCardインターナショナルによるオンラインデビットカードサービスである。

#### 日本におけるMasterCard デビットサービス
楽天銀行、住信SBIネット銀行、GMOあおぞらネット銀行、トマト銀行などで提供している。

## 手数料
各社ばらつきがあるが、引き出す場合はVISAまたはMasterCardのInternational（国際組織）が指定する為替レート（独自の円換算レートに3 - 5%増相当など。レートは非公開なので銀行に問い合わせても回答は得られない）に手数料が216円。残高照会が無料または108円など。ただし、VISAデビット・Maestroデビット利用時には、クレジットカードに適用される為替レート（独自の円換算レートに1.63%増相当など）の適用というケースもある。
カード発行料も必要な場合が有るが、発行会社（銀行）のサービスによってはそれらが無料の場合もある。

## 日本での海外キャッシュカード対応状況
かねてから、VJA加盟会社（三井住友カードなど）やジェーシービーグループなど銀行系クレジットカード会社設置のCD、外国銀行の在日支店やシティバンク銀行（ATMを含むリテール部門は2015年SMBC信託銀行に移管）設置のATMでは、日本国外で発行されたPLUS・Cirrus提携のクレジットカードやキャッシュカード（ATMカード）が利用できたが、都市部にしかそれらの機種が設置しておらず、市中の民間金融機関・郵便局ともに個別に提携した日本のクレジットカード会社の会員のみしか利用出来なかった（例えばVISAやJCBのロゴが貼ってあっても、それはVJA加盟会社かジェーシービーグループ各社が発行したカードを指すため、同じ国際ブランドが載っているカードが手許に有っても、発行会社がそれ以外の会社でかつ提携外であれば利用が出来ない）。
そのため、郵政省は、2000年九州・沖縄サミットを機に同年6月から沖縄県で海外発行カードの郵便貯金（現ゆうちょ銀行）ATMでの取り扱いを開始、その後順次全国に拡大したため、利便性は大幅に向上したとされる。
2006年には、加えて中国銀聯（China Union Pay）とのネットワークが、郵便貯金（当時）、三菱東京UFJ銀行（旧UFJ店）、三井住友銀行、三井住友カードの各ATMと、2007年には、イオンクレジットサービスの海外キャッシュカード対応済みのATMとも接続。同年7月11日以降は、セブン銀行のATMと接続される。しかし、他の提携各社と異なり、ダイナースクラブの接続の予定はない。
2010年1月には北海道銀行が台湾金融カード専用のATMの運用を始めた。2016年秋にはこのシステムを利用し、北海道銀行はじめ複数の地方銀行がVisa、MasterCard、中国銀聯及び台湾金融カードに対応した現金自動支払機（CD機）の運用を始める予定である。
さらに、2016年2月にはイーネットが一部ATMで中国銀聯の取り扱いを開始、4月にはVISA、PLUS、VISA ELECTRON、MasterCard、Cirrus、Maestro及びJCBにも対応する予定である。

## 海外サポートサービス

### JTBグループ提携による
みずほインターナショナルキャッシュカード、三菱東京UFJ銀行発行のインターナショナルカード（東京三菱店発行分のみ。ただし、2007年2月1日以降は旧UFJ店発行分も提携先変更により部分的に対応を開始。その後システム統合と同時に順次東京三菱店と同じレベルになる)、国際キャッシュカードサービス、PowerFlexカード、シティバンク銀行が発行するワールドキャッシュ（提携発行を含む）、JTBグローバルキャッシュについては、海外でのJTBトラベルデスクのサポート、およびJTBグループのバンカーズパートナー・ジェイティービーグローバルアシスタンスのサポートがある。
同じくJTBグループだったジェイティービーパルサービスのコーリングサービスがみずほ銀行（専用普通預金型のみ）・三菱東京UFJ銀行（旧東京三菱）・三井住友銀行発行分に付加することができた。現在はJTBグループ外のトラベルヴォイスアンドネットが従来の顧客を引き継ぎ行っているが、新規の提携は打ち止めになっている。
その後、トラベルヴォイスアンドネットとの提携を行っていたのは、JTBグローバルキャッシュ利用者向けサービスのみであったが、2008年9月1日以降は利用打ち止めになった。
バンクカードVISA/MasterCardについては、JTBトラベルデスクのサポートが受けられる。
なお、シティバンク銀行のバンキングカードなど、正規の口座用（ワールドキャッシュなどではないという意味で）のキャッシュカードについては、海外利用時のサポートは基本的にない。
2008年3月までに順次行われてきた新規発行終了に伴い、ワールドキャッシュに対するサポートは2009年3月31日をもって終了した。

### ジェーシービー提携による
三菱東京UFJ銀行が発行する国際キャッシュカードのうち、インターナショナルカード（UFJ店発行分のみ、2007年1月31日まで）、オールワンカード・オールワンICカード（共に2007年1月31日まで。東京三菱銀行との合併に伴い「メインバンクサービス」に統一）、及び複数の地方銀行が発行するバンクカードJCBについては、JCBInternational（→JCBプラザ）の電話サポートを行っている。

### TIASの提携による
ワールドキャッシュ、および一部の地銀系クレジットカード一体型キャッシュカード（バンクカードVISA/MasterCardを含む）では、近畿日本ツーリスト(現在のKNT-CTホールディングス)系列のツーリスト・インターナショナル・アシスタンス・サービス(TIAS) やKNTトラベルデスクのサポートが受けられる。
2008年3月までに順次行われてきた新規発行終了に伴い、ワールドキャッシュに対するサポートは2009年3月31日をもって終了した。